# Segestrioides bicolor
Segestrioides bicolor is een spinnensoort uit de familie Diguetidae. De soort komt voor in Peru.